# 1968 en philosophie
Chronologie de la philosophie
- 1964
- 1965
- 1966
- 1967
- 1968
- 1969
- 1970
- 1971
- 1972

L'année 1968 a été marquée, en philosophie, par les événements suivants :

## Événements
- 1er juin à la Sorbonne : Jean-Paul Sartre « témoigne de la nécessité de lier socialisme et liberté dans une même doctrine politique »[1].

## Publications
- Différence et Répétition est un ouvrage du philosophe français Gilles Deleuze paru aux PUF en 1968. C'est la thèse principale de Gilles Deleuze, sous la direction de Maurice de Gandillac, qui lui valut son doctorat es lettres.
- Pierre Clair et François Girbal (éd.), Œuvres philosophiques de Géraud de Cordemoy, avec une étude bio-bibliographique, édition critique, sixième volume de la collection « Le mouvement des idées au XVIIe siècle » dirigée par André Robinet, Paris, P.U.F., 1968.

### Rééditions
- Thomas Hobbes : Léviathan (1651, en anglais), édition de C.B. Macpherson, Pelican Classics, Penguin Books, 1968, 1981.
  - Thomas Hobbes (trad. Gérard Mairet), Léviathan ou Matière, forme et puissance de l'État chrétien et civil, Paris, Gallimard, coll. « Folio essais », 2000, 1024 p. (ISBN 978-2-07-075225-6, présentation en ligne).

### Traductions
- The Republic of Plato, traduction anglaise par Allan Bloom de la République de Platon ; elle est suivie d'un essai interprétatif (La Cité et son ombre dans la traduction française).
- Johann Clauberg : Opera omnia philosophica, Amsterdam, 1691. Réédition : Hildesheim, Georg Olms, 1968 (2 volumes).

## Décès
- 4 juin : Alexandre Kojève, philosophe russe naturalisé français, né en 1902.